# اضطراب الرحلات الجوية الطويلة

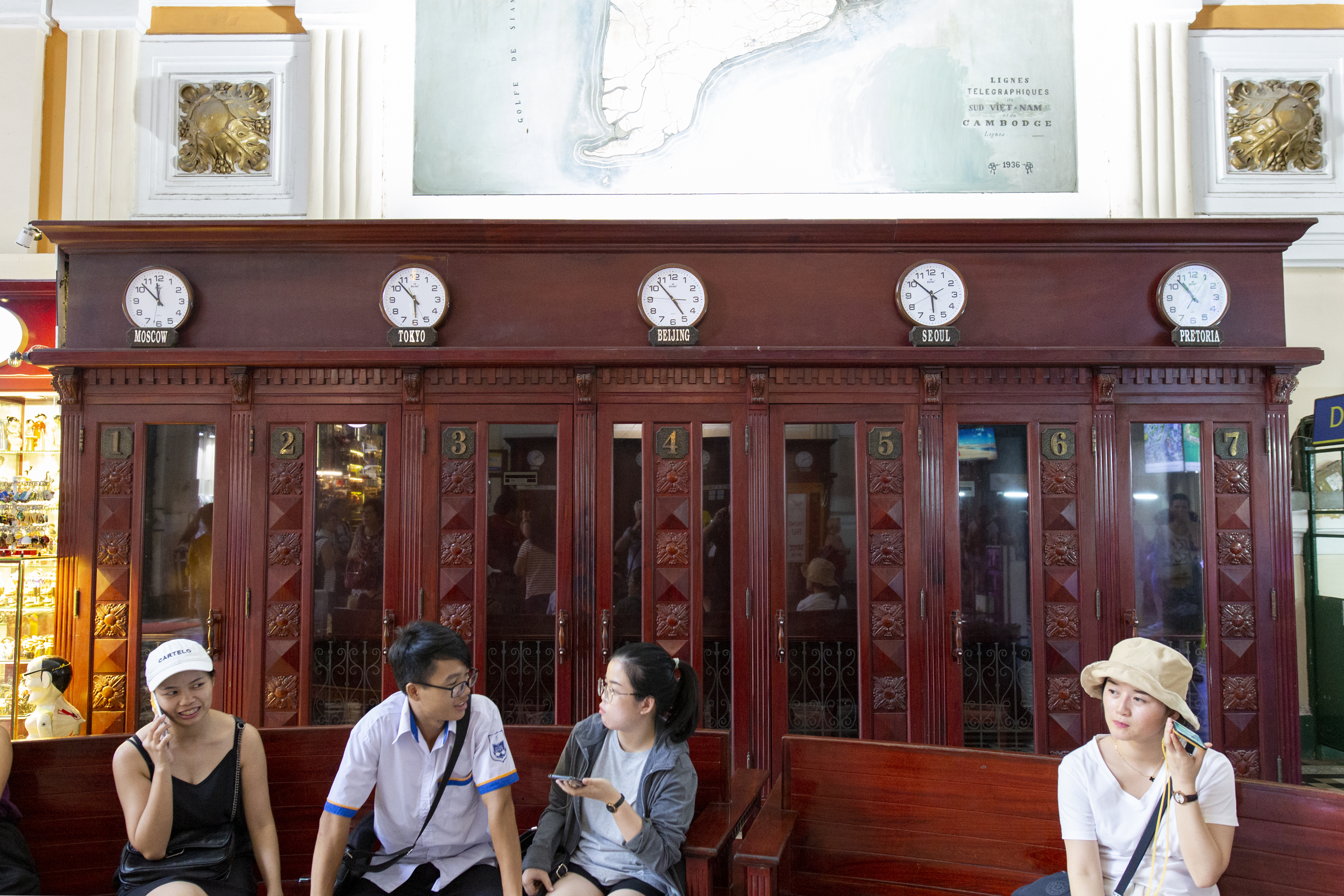
رحلة طويلة بالطائرة، خاصة عندما يكون هناك اختلاف كبير بين الوقت في مكان الانطلاق ومكان الوصول، يمكن أن تسبب الشعور بالتعب والارتباك

الوعثان أو اضطراب الرحلات الجوية الطويلة أيضا اختلاف التوقيت، (بالإنجليزية: Jet lag)‏ يشار إليه طبياً باسم "Desynchronosis" وهو حالة فسيولوجية تحدث نتيجة للتعديلات الطارئة على الساعة البيولوجية للمسافر وتصنف على أنها واحدة من مسببات اضطراب النوم. هذا الاضطراب يأتي نتيجة السفر لمسافات طويلة بسرعة عالية (بين الشرق والغرب أو بين الغرب والشرق) على متن طائرة نفاثة.
حالة اضطراب الرحلات الجوية الطويلة قد تستمر لعدة أيام، ومعدل الشفاء منها 1 لكل يوم شرق المنطقة الزمنية أو يوم واحد ل1.5 غرب المناطق الزمنية؛ مشار إليها بوصفها مبادئ توجيهية عادلة.

## الأسباب
عند السفر عبر عدد من المناطق الزمنية، فان الساعة البيولوجية للجسم تكون خارجة عن التزامن مع وقت الوصول، وذلك لخوضها وقت نهار وليل مناقض للوقت الذي اعتادت عليه. وبهذا يضطرب النمط الطبيعى للجسم حيث أن مجسات الإحساس بالوقت التي تملي عليه مرات تناول الطعام، والنوم، وتنظيم الهرمونات وتغير درجات حرارة الجسم لم تعد تستجيب للبيئة ولا لبعضها البعض في بعض الحالات. وعند الدرجة التي لا يستطيع فيها الجسم إعادة ترتيب هذه الأنماط على الفور، يكون الجسم في حالة اضطراب بسبب الرحلات الجوية الطويلة. 
السرعة التي بها يتأقلم الجسم على الجدول الزمني الجديد يعتمد على الفرد، فبعض الناس قد يتطلب منهم عدة أيام للتكيف مع المنطقة الزمنية الجديدة، في حين أن آخرين يتحملون اضطرابات أخف وطأة. وعبور منطقة زمنية واحدة أو اثنتين عادة لا يسبب اضطراب الرحلات الجوية الطويلة.
والشروط لا ترتبط بطول الرحلة، ولكن بالتنقل أو المسافة المقطوعة بين (الشرق والغرب). فالطيران لمدة عشر ساعات من أوروبا إلى أفريقيا الجنوبية لا يسبب اضطراب الرحلات الجوية الطويلة، حيث أن السفر في المقام الأول بين الشمال والجنوب. ولكن الطيران لمدة خمس ساعات من الغرب إلى الساحل الشرقي للولايات المتحدة قد يؤدي إلى اضطراب الرحلات الجوية الطويلة.
عبور خط التاريخ الدولي لا يساهم في اضطراب الرحلات الجوية الطويلة، ويتم حساب هذا الاضطراب عبر عدد المناطق الزمنية التي يتم عبورها، وأقصى حد ممكن من الاضطراب هو زائد أو ناقص 12 ساعة. فإذا كان الفارق الزمني بين موقعين أكبر من 12 ساعة، يتم طرح هذا العدد من 24. فعلى سبيل المثال، المنطقة الزمنية بتوقيت جرينتش +14 ستكون في نفس الوقت من اليوم كما بتوقيت جرينتش - 10، على الرغم من أن السابق هو قبل يوم واحد من هذا الأخير.

## الأعراض
يمكن أن تختلف أعراض اضطراب الرحلات الجوية الطويلة، وهذا يتوقف على مقدار التغير في المنطقة الزمنية. وقد تشمل ما يلي:
- مشاكل في الجهاز الهضمي
- الصداع
- التعب، واضطرابات في النوم، والأرق المؤقت
- توهان، والترنح، والتهيج
- اكتئاب طفيف

وهناك أعراض الأخرى قد تنتسب إلى اضطراب الرحلات الجوية الطويلة، مثل الغثيان، وأوجاع الأذن، وتورم القدمين، وأحياناً تكون هذه الأعراض ناتجة عن السفر نفسه وليس عن تغير المنطقة الزمنية.

## اتجاه السفر
وهناك بعض الأدلة تشير إلى أن السفر من الغرب إلى شرق يسبب اضطراباً أكثر للغالبية من الناس. وربما يعود ذلك إلا أن معظم الناس لديهم ساعة بيولوجية، والتي هي أطول قليلا من 24 ساعة، مما يجعل البقاء أسهل لاحقاً عن القيام مبكراً.
بل قد تكون الرحلات إلى الشرق تتطلب من الناس البقاء مستيقظين لأكثر من ليلة كاملة من أجل التكيف مع المنطقة الزمنية المحلية. فعلى سبيل المثال، نفس الجدول الزمنى لشخص مسافر جواً إلى الشرق يختلف عما إذا كان مسافراً إلى الغرب:
- غربا من لندن إلى لوس انجليس، فيا BA0279 29 يناير، 2008. فرق المنطقة الزمنية 8 ساعات.

| غربا      | الساعة البيولوجية | لوس انجليس بالتوقيت المحلي |
| --------- | ----------------- | -------------------------- |
| رحيل      | يناير 29—10:05    | يناير 29—02:05             |
| وصول      | يناير 29—21:10    | يناير 29—13:10             |
| وقت النوم | يناير 30—06:00    | يناير 29—22:00             |

- شرقا من لوس انجليس إلى لندن، فيا BA0278 29 يناير، 2008.

| شرقا      | الساعة البيولوجية | لندن بالتوقيت المحلي |
| --------- | ----------------- | -------------------- |
| رحيل      | يناير 29—10:05    | يناير 29—18:05       |
| وصول      | يناير 29—18:11    | يناير 30—02:11       |
| وقت النوم | يناير 30—14:00    | يناير 30—22:00       |

السيناريو الأول يعادل البقاء مستيقظين طوال الليل والذهاب إلى الفراش في السادسة صباحاً اليوم التالي—أي ثمان ساعات في وقت لاحق عن المعتاد. لكن السيناريو الثاني (شرقا) يعادل البقاء مستيقظين طوال الليل والذهاب إلى الفراش عند الثانية ظهراً في اليوم التالي—أي أربع عشرة ساعات بعد الوقت الذي قد يذهب فيه المرء إلى الفراش. بعض النوم على متن الطائرة قد يساعد في هذا الوضع بعض الشيء.
والسفر على متن رحلة ليلية هو سيناريو آخر تجاه الشرق، على سبيل المثال الرحلات المغادرة من الساحل الغربي للولايات المتحدة الأمريكية عند منتصف الليل (بالتوقيت الصيفي الباسفيكي / التوقيت الصيفي الباسفيكي) وقادمة تجاه الساحل الشرقي في الصباح الباكر (بتوقيت شرق الولايات المتحدة / بتوقيت جرينتش). بالنسبة للرحلات الأقصر وقتاً وتقدم المناطق الزمنية، فإن الجسم يحصل على أقل مما يجب ليبدأ نشاطه اليومى.

## العلاج
نظراً لاختلاف أعراض هذا الاضطراب بين الأفراد، فإنه من الصعب تقييم مدى فعالية أي علاج. والتعديلات التدريجية على مدى عدة أيام عند النوم، مع الحفاظ على مدة النوم من سبع إلى ثمان ساعات يمكن أن يقلل من التعب وأن يمنع الاكتئاب. عندما يكون الهدف هو اللحاق بركب التوقيت المحلي (في مقابل تراجع إلى)، فهذا يمكن تنجنبه عن طريق تجنب النوم ظهراً والأكل في وقت مبكر والعشاء من الأغضل أن يكون غنى بالكربوهيدرات ومنخفض البروتين. [بحاجة لمصدر]
معظم العلاجات الكيميائية والأعشاب الطبية، بما في ذلك الميلاتونين هرمون، لم يتم اختبارها أو يوافق عليها من قبل الهيئات الرسمية مثل إدارة الغذاء والدواءالأمريكية. دراسات قليلة اختبرت استخدام الميلاتونين لعلاج اضطراب الرحلات الجوية الطويلة وأعطت نتائج متباينة، وربما يعود ذلك إلى حاجة توقيت الإدارة أن يكون دقيقا وذاتياً. [بحاجة لمصدر]
وكشفت دراسة حديثة أجريت على حيوان الهامسترالقارض، أظهرت أن السيلدينافيل (المعروف تجارياً باسم الفياغرا) أنه ساعد في شفاء بنسبة خمسون بالمائة أسرع مقارنة بنوبات مماثلة عند السفر إلى الشرق، وكانت النتائج سارية المفعول مع جرعات قليلة. ومع ذلك، فإن هذا الاستخدام لم يتم اختباره على البشر، ويعتبر استخدام غير رسمي من قبل الشركات المصنعة.
كما أن وجود مستوى منخفض من الضوء في الليل عجل من معدل الشفاء في كل من السفر إلى الشرق أو الغرب للهامستر من جميع الأعمار بنسبة خمسون بالمائة، ويعتقد أن لهذا صلة بمحاكاة ضوء القمر.